# ابرندآباد
ابرندآباد نام روستایی خوش آب و هوا در حومه شهر یزد است. سابقه تاریخی این روستا طبق آنچه که به دست آمده مربوط به دوره ساسانیان است. ایراندخت دختر خسرو پرویز به یکی از سرهنگهای خود به نام ابرند دستور می‌دهد که املاکش را در یزد سر و سامان بدهد چون پادشاه ساسانی یزد را به دخترش داده بود. ابرند وقتی در یزد کارش تمام شد در نزدیکی یزد روستایی خوش آب و هوا یافت او در آنجا قلعه‌ای ساخت و نام خود را بر آنجا نهاد و ایران آباد به ابرند آباد تغییر نام یافت. قلعه ابرندآباد هم اینک موجود است. فامیل اکثر ساکنان ابرندآباد میرجلیلی است.
در سالهای اخیر هجوم اتباغ بیگانه به این روستا آسیب‌های فراوانی رسانده است. بافت تاریخ روستا تبدیل به محل سکونت ارزان قیمتی برای آنان شده است. همین موضوع باعث پایین آمدن امنیت و مشکلات بهداشتی و معیشتی شده است.
قشر تحصیل کرده و مرفه عموماً این روستا را به علت مشکلات آن ترک می‌کنند. مدارس عموماً تبدیل به محلی برای اتباع بیگانه تبدیل شده است و دانش آموزان مستعد برای تحصیل به شهر یزد می‌روند. ادامه این روند صدمات جبران ناپذیری را برای این منطقه خواهد داشت.
شاهدیه یکی از شهرهای بخش مرکزی شهرستان یزد است که از سه بخش ابرندآباد، گردفرامرز و نصرت آباد تشکیل شد و افزون بر ۲۵ هزار نفر جمعیت دارد.
بافت تاریخی شهر شاهدیه (ابرندآباد)
از توابع مرکز این استان در فهرست آثار ملی کشور به شماره ۳۰۰ به ثبت رسیده است.
بافت تاریخی این شهر کهن از بافت‌های متفاوت کشور به‌شمار می‌رود که به لحاظ معماری خاص به خصوص در ابرندآباد و منطبق بودن خانه‌های خشتی ایجاد شده بر روی تل رسی به علت آبیاری باغ‌ها و پایین رفتن آب قنات حایز اهمیت است.
```
در خصوص باغ‌های شاهدیه باغ‌هایی در بخش پایین این تل رسی قرار دارد که حریم منظری و میراث کشاورزی منطقه به‌شمار می‌رود.
```